# Porte de la Lune
La Porte de la Lune (en turc Aya Kapisi) est une porte de ville, nommée ancienne et nouvelle, située sur les murs de la Corne d'Or, le long de la côte de la Corne d'Or à Istanbul. La porte appartenant à la période byzantine s'appelle Ancienne Porte de la Lune, et la porte ouverte sur les murs de la ville après la conquête de Constantinople s'appelle la Nouvelle Porte Hagia. La majeure partie de la nouvelle porte Hagia a été détruite, mais elle a partiellement survécu jusqu'à nos jours.

## Galerie

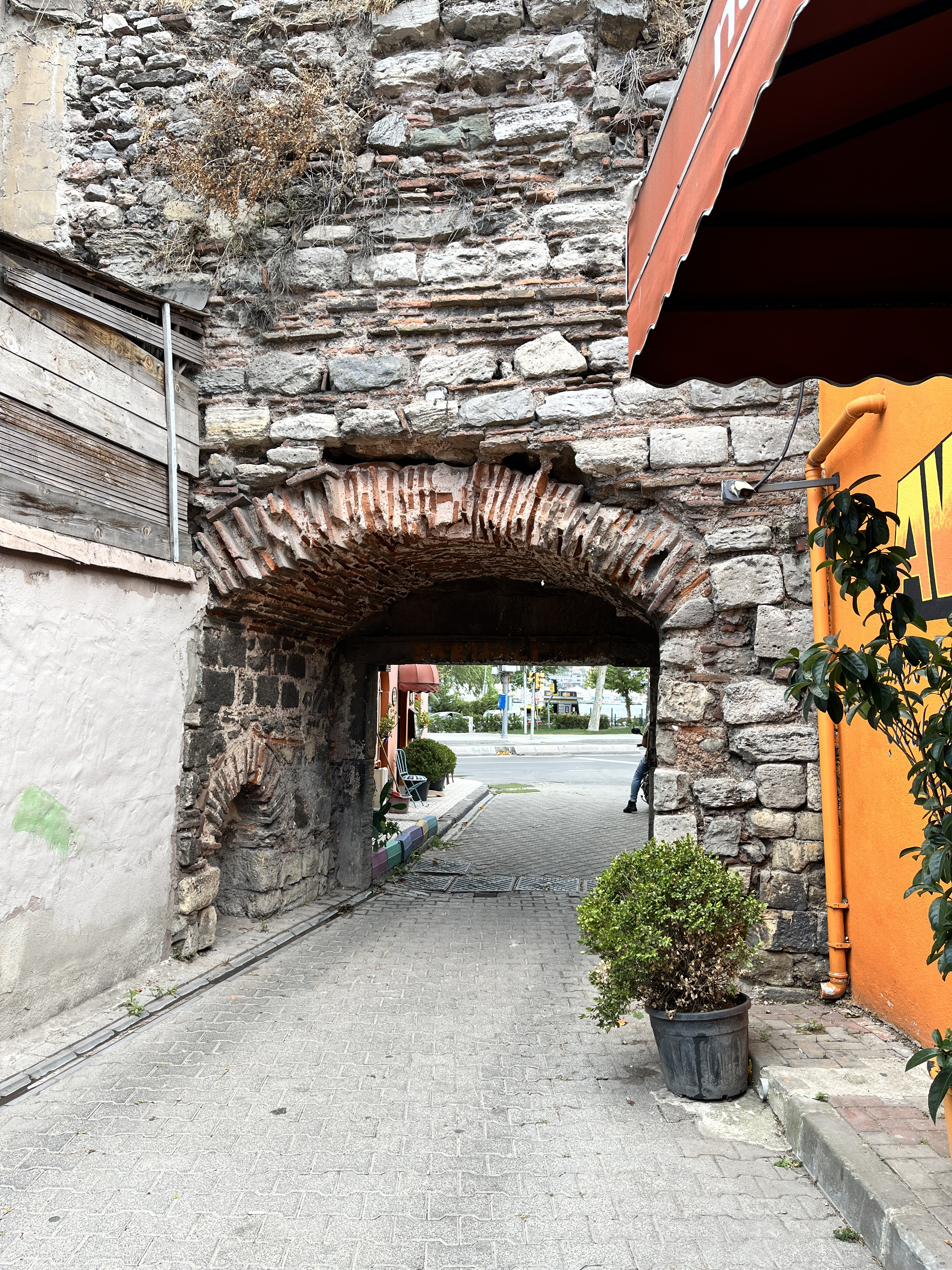
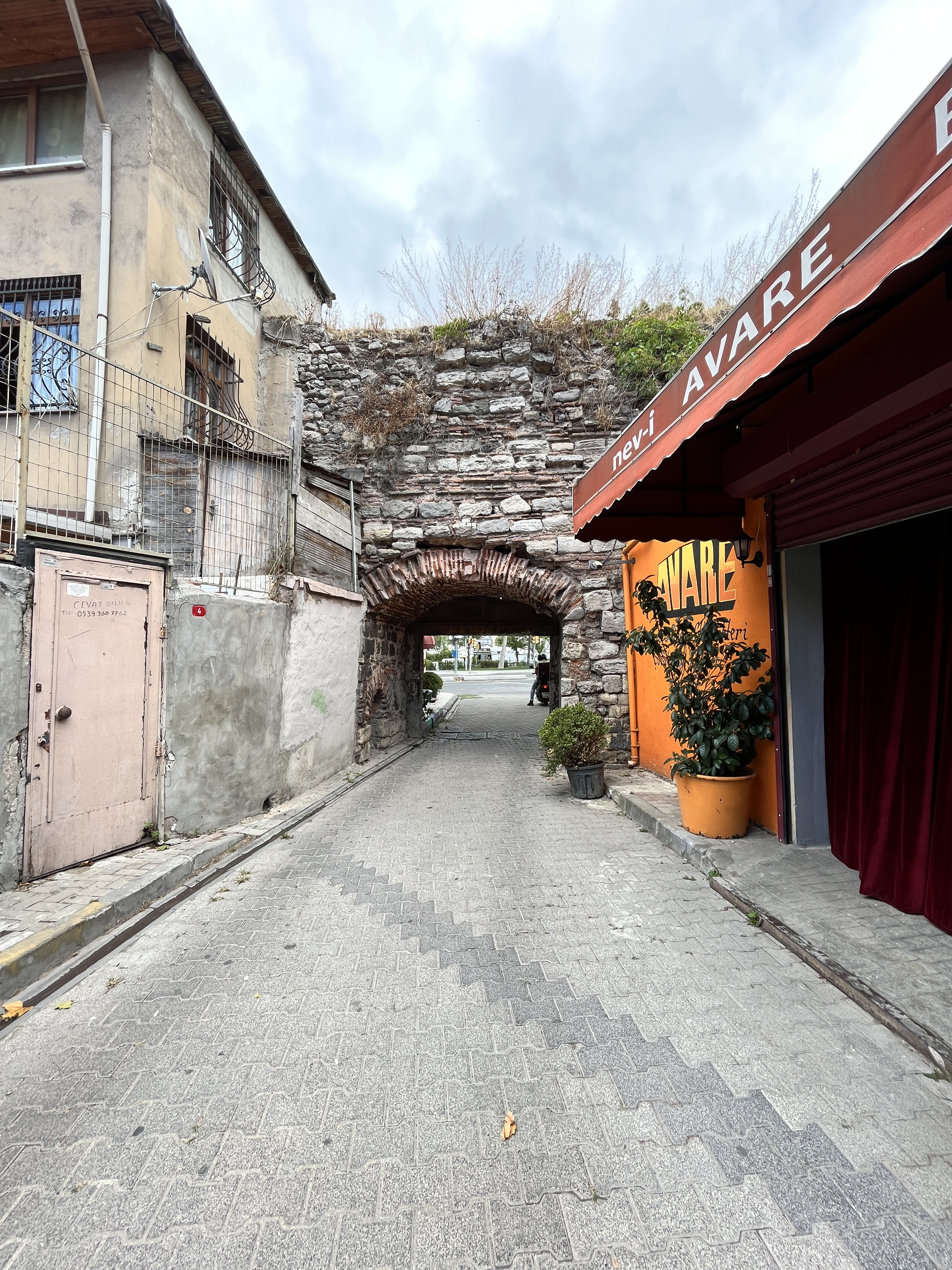